# Пальм, Мати Йоханнесович
Мати Йоханнесович Пальм (эст. Mati-Johannes Palm; 1942—2018) — эстонский оперный певец (бас-баритон), профессор Эстонской Академии музыки и театра. Народный артист Эстонской ССР (1980).

## Биография
Родился 13 января 1942 года в оккупированном фашистами Таллине (ныне Эстония). В 1962—1968 годах учился в Таллинской консерватории у Женни Симон. В 1972—1973 годах стажировался в Московской консерватории в классе Гуго Тица, в 1974—1976 году — в Миланском ЛаСкала (класс Ренаты Карозио), в 1988 году стажировался в Берлинской «Комише опер».
С 1969 года — солист Эстонской Национальной Оперы. В разные годы был солистом Берлинской Национальной Оперы и Театра Колон (Буэнос-Айрес, Аргентина).
Лауреат конкурса вокалистов имени Ф. Виньяса (1972, Барселона).
Мати Пальм выступал на таких мировых площадках как: Большой Театр (Москва), Мариинский Театр (Санкт-Петербург), Белорусская Национальная Опера (Минск), Оперный фестиваль Савонлинна (Финляндия), Парижская Национальная Опера, Национальная Опера Украины (Киев). В 1990-е годы гастролировал в Италии в составе театров Украины (Донецкой, Харьковской и Одесской опер).
Начиная с 1980-х Мати Пальм регулярно работал в качестве члена жюри, а позже и председателя на Оперных Конкурсах, таких как :
— Международный конкурс имени
П.И Чайковского (Москва. Россия)
— Международный конкурс
имени М. И. Глинки (Москва. Россия)
— Международный Конкурс имени С.Монюшко (Варшава. Польша)
— Международный Конкурс имени И.Алчевского (Харьков. Украина).
На вышеперечисленных конкурсах Мати Пальм присуждал премии таким выдающимся вокалистам как Дмитрий Хворостовский, Анна Нетребко и Ильдар Абдразаков.
Также работал членом жюри на международных конкурсах в США, Италии, Финляндии, Франции и Германии.
В репертуаре певца более 60 оперных партий: Борис Годунов, Пимен; Рене («Иоланта»), Дон Базилио («Севильский цирюльник»), Селим («Турок в Италии» Россини), Филипп II, Аттила («Аттила» Дж. Верди), Осмин («Похищение из сераля» Моцарта), Каспар («Вольный стрелок»), Борис Тимофеевич («Катерина Измайлова») и др. Партию Летучего Голландца из одноимённой оперы Вагнера М. Пальм исполнял свыше 120 раз на немецком, эстонском и финском языках. В концертном репертуаре певца свыше 300 произведений, среди них большое место занимали сочинения эстонских композиторов.
Кроме родного эстонского языка, Маэстро Пальм свободно говорил ещё на 4 иностранных языках: русский, итальянский, английский, финский,
Умер 28 мая 2018 года.

## Звания и премии
- заслуженный артист Эстонской ССР (1974)
- народный артист Эстонской ССР (1980)
- орден Дружбы народов (14 ноября 1980 года) — за большую работу по подготовке и проведению Игр XXII Олимпиады[2]
- премия Георга Отса (1984)
- орден Белой звезды IV класса (2001)
- Золотая Медаль конкурса Ф. Виньяса (1972, Барселона)
- Государственная премия СССР (1983) — за концертные программы (1980—1982)